# Рівнинні дощові ліси островів Адміралтейства
Рівнинні дощові ліси островів Адміралтейства (ідентифікатор WWF: AA0101) — австралазійський екорегіон тропічних та субтропічних вологих широколистяних лісів, розташований на сході Папуа Нової Гвінеї.

## Географія
Екорегіон рівнинних дощових лісів островів Адміралтейства охоплює острови Адміралтейства — архіпелаг з близько 40 островів, розташований на півночі Новогвінейського моря, на північний схід від Нової Гвінеї. Разом з Новою Британією, Новою Ірландією та іншими островами вони складають архіпелаг Бісмарка, який є частиною Меланезії.
Найбільшим островом в регіоні є вулканічний острів Манус площею 2100 км², який піднявся над поверхнею Тихого океану 8-10 мільйонів років тому. Його найвищою вершиною є гора Дремсель заввишки 718 м. З геологічної точки зору основу Мануса складають вулканічні породи, перекриті кораловими вапняками. Адміністративно острови регіону складають провінцію Манус в Папуа Новій Гвінеї — найменшу в країні як за площею, так і за кількістю населення.

## Клімат
В межах екорегіону домінує екваторіальний клімат (Af за класифікацією кліматів Кеппена). Температура на островах Адміралтейства незначно змінюється протягом року: вдень вона досягає 30-32 °C, а вночі — 20-24 °C. Середньорічна кількість опадів тут становить близько 3400 міліметрів, значна частина з яких випадає під час вологого сезону з червня по серпень.

## Флора
На узбережжі регіону поширені прибережні луки, на яких переважають в'юнкі прибережні кручені паничі (Ipomoea pes-caprae), які характеризуються дволопатевим листям та великими рожевими квітами. Далі від узбережжя поширені чагарники, де переважають новогвінейські сараранги (Sararanga sinuosa) та різні види панданів (Pandanus spp.), а у внутрішніх районах островів Адміралтейства — вологі вічнозелені дощові ліси, в яких переважають калофіллуми (Calophyllum spp.), баррингтонії (Barringtonia spp.) та терміналії (Terminalia spp.).
Загалом флора екорегіону характеризується високим різноманіттям та рівнем ендемізму через віддаленість від інших масивів суходолу, однак є недостатньо дослідженою. Ендеміками екорегіону є близько 1500 видів рослин, зокрема поліосмієва хеліція (Helicia polyosmoides) — невисоке дерево, що зростає на Манусі та перебуває на межі зникнення внаслідок комерційної вирубки лісів.

## Фауна
Більшість ссавців, поширених на островах Адміралтейства, — це рукокрилі. Загалом на архіпелазі мешкає 19 видів рукокрилих: 8 видів фруктоїдних криланів та 9 видів комахоїдних кажанів, зокрема майже ендемічні адміралтейські крилани (Pteropus admiralitatum), голоспинні крилани Андерсена (Dobsonia anderseni) та мануські трубковухи (Kerivoula myrella), а також більш поширені малі крилани (Pteropus hypomelanus) та великі крилани (Pteropus neohibernicus). Серед інших ссавців, поширених на островах регіону, слід відзначити звичайного колючого бандикута (Echymipera kalubu) та ендемічних адміралтейських кускусів (Spilocuscus kraemeri), мануських пацюків (Rattus detentus) і мануських мозаїкохвостих щурів (Melomys matambuai).
Орнітофауна екорегіону нараховує близько 250 видів птахів. Серед ендемічних птахів, поширених на островах Адміралтейства, слід відзначити мануську кукавку (Cacomantis blandus), мануську сипуху (Tyto manusi), мануську сову-голконога (Ninox meeki), мануського рибалочку (Ceyx dispar), королівську піту (Pitta superba), мануського медівника (Philemon albitorques), мануського шикачика (Coracina ingens), острівного шикачика (Edolisoma admiralitatis), адміральську віялохвістку (Rhipidura semirubra) та мануського монарха (Symposiachrus infelix), а серед майже ендемічних представників екорегіону — меланезійських великоногів (Megapodius eremita), чорнокрилих голубів-довгохвостів (Reinwardtoena browni), бузковогрудих тілопо (Ptilinopus solomonensis), острівних пінонів (Ducula pistrinaria), кремовоперих пінонів (Ducula subflavescens), жовтоволих папужок-пігмеїв (Micropsitta meeki), ебонітових медовичок (Myzomela pammelaena), бісмарцьких свистунів (Pachycephala citreogaster), меланезійських окулярників (Zosterops hypoxanthus) та папуанських окулярників (Zosterops griseotinctus)
Герпетофауна екорегіону також включає низку ендемічних видів. Серед ендемічних плазунів, поширених на островах Адміралтейства, слід відзначити мануських кривопалих геконів (Cyrtodactylus crustulus), мануських тонкопалих геконів (Nactus kunan), мануських дтелл (Gehyra rohan), допитливих сцинків (Carlia ailanpalai), острівних сцинків Коггера (Geomyersia coggeri), адміралтейських колючих сцинків (Tribolonotus brongersmai) та адміралтейських наземних змій (Stegonotus admiraltiensis), а серед амфібій — п'ять видів двосмугих жаб з роду Cornufer. Серед інших ендеміків екорегіону слід відзначити смарагдового деревного равлика (Papustyla pulcherrima) — символа провінції Манус, який вирізняється своєю яскраво-зеленою мушлею.

## Збереження
У внутрішніх районах острова Манус все ще зберігаються великі масиви дощових лісів, однак природі регіону загрожує масштабна лісозаготівля, видобуток корисних копалин, будівництво доріг та розвиток агролісівництва.
Оцінка 2017 року показала, що 36 км², або 1 % екорегіону, є заповідними територіями. Природоохоронні території включають Зону управляння дикою природою Ндролова та Природний заповідник Дремсель.